# (8933) Kurobe
(8933) Kurobe (1997 AU6) – planetoida z pasa głównego asteroid okrążająca Słońce w ciągu 4,85 lat w średniej odległości 2,86 au. Odkryta 6 stycznia 1997 roku.